# Paris-Soir

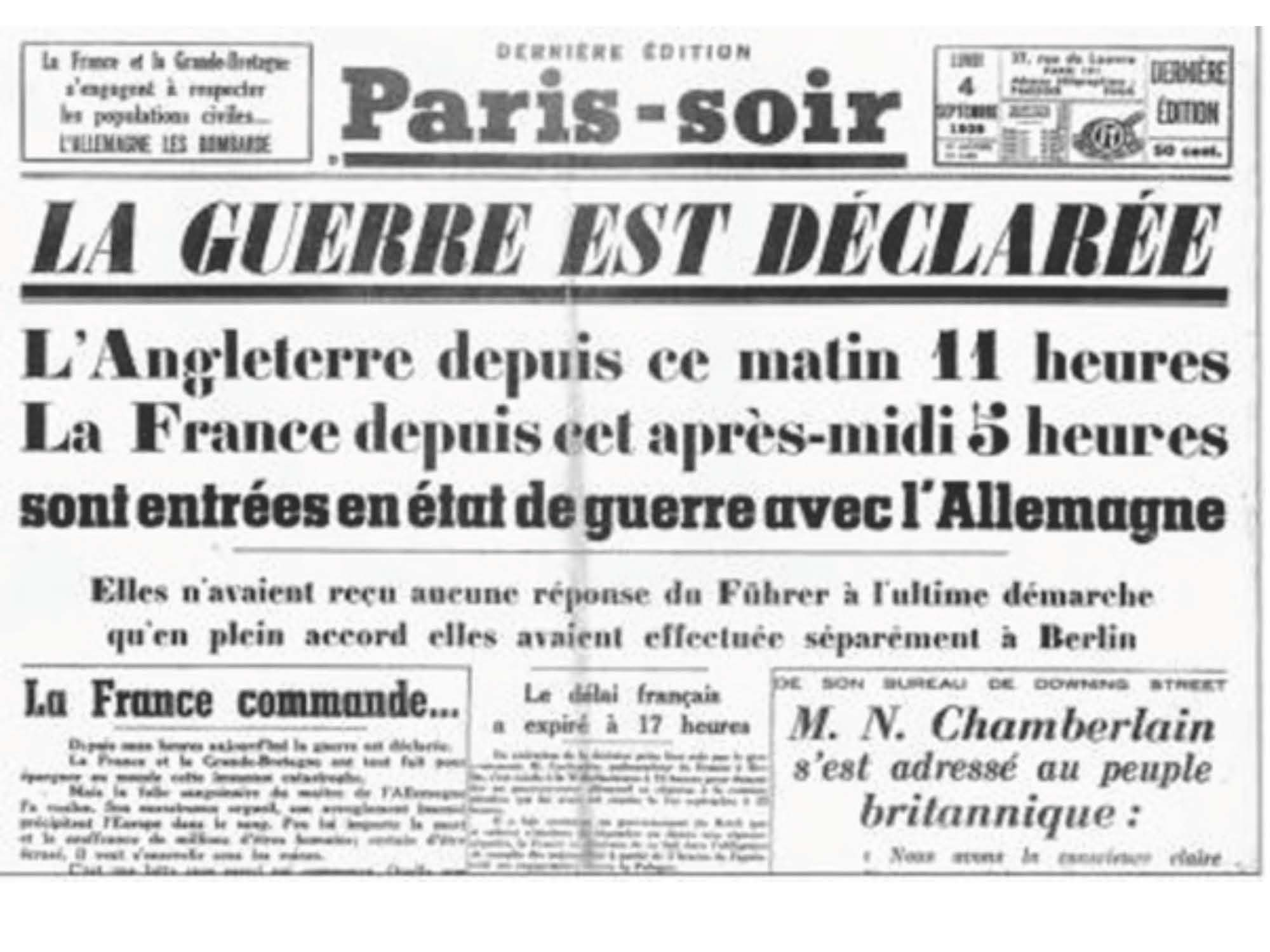
Primeira página do jornal francês Paris-Soir, "França Declara Guerra à Alemanha", 3 de setembro de 1939 (Invasão da Polônia)

Paris-Soir foi um jornal francês publicado entre 1923 e 1944 e também foi conhecido pelo nome de Soir Républicain.
Sua sede era na cidade de Paris e entre o final da década de 1930 e início dos anos de 1940, foi considerado um dos periódicos de maior circulação no continente europeu. 
Durante a ocupação nazista de Paris, o jornal foi transferido para outras cidades, como Clermont-Ferrand, Lyon, Marseille e Vichy. 
O jornal contou com a colaboração do escritor Albert Camus